# Майсенський лев
Майсенський лев, або також Маркмайсенський лев — особлива геральдична тварина в геральдиці.
Він є одним із геральдичних левів, які мають власну назву. При описі герба цей термін позначає всю фігуру й описує всі деталі. Прямостоячий лев з червоним язиком і червоними кігтями чорний і дивиться праворуч. Лев був символом влади Веттінів. Близько 1265 року на гербі з'являється чорний лев у золотому полі. Лев також зображений на щитах розписних надгробків Альберта Гордого та його брата Дітріха в Альтенцелле. Дітріх V, маркграф Ландсберга, вів його під своїм прапором у 1267 році. Лева також можна знайти на шоломі та на монетах Генріха, а також на печатці. Надгробне зображення матері Альбрехта та Дітріха (Гедвіги) чергується між майсенським чорним левом на золотому щиті та тюрінгським червоно-білим смугастим левом на блакитному щиті.
Геральдична тварина Майсенського маркграфства нагадує про багатовікову приналежність до цього символа міста Майсен. З герба володіння Маркмайсен він потрапив до гербів багатьох міст і муніципалітетів. Вважається, що це перефарбований тюринзький лев.

Герб району Майсен
Майсенський лев з 2009 року
Майсенський лев до 2008 року

## Приклади

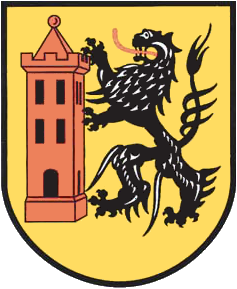
Майсен
Хемніц
Дрезден
Логотип Дрезденської транспортної компанії
Лейпциг
Північна Саксонія
Борна
Деліч
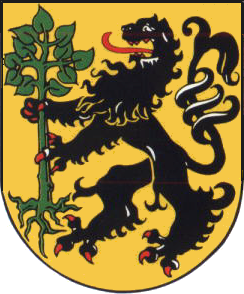
Айсфельд
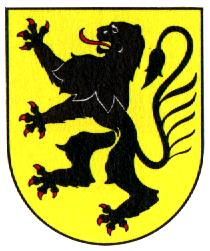
Гросенгайн
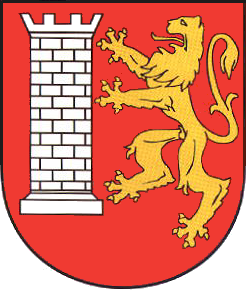
Гельдбург
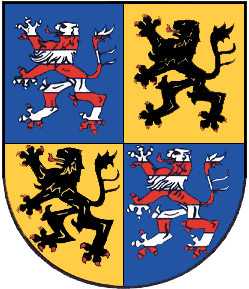
Гільдбурггаузен
Бад-Лангензальца
Міттвайда
Кенігсберг (Баварія)
Нойштадт-бай-Кобург
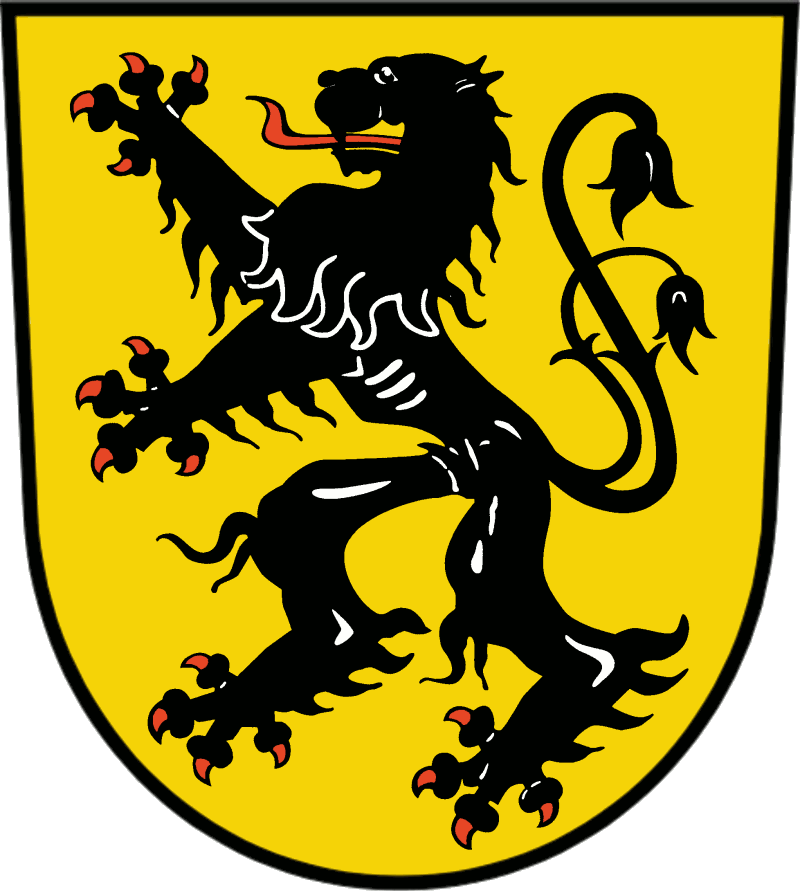
Ортранд
Остгайм
Раніс
Бад-Родах
Зоннеберг

## Див. також

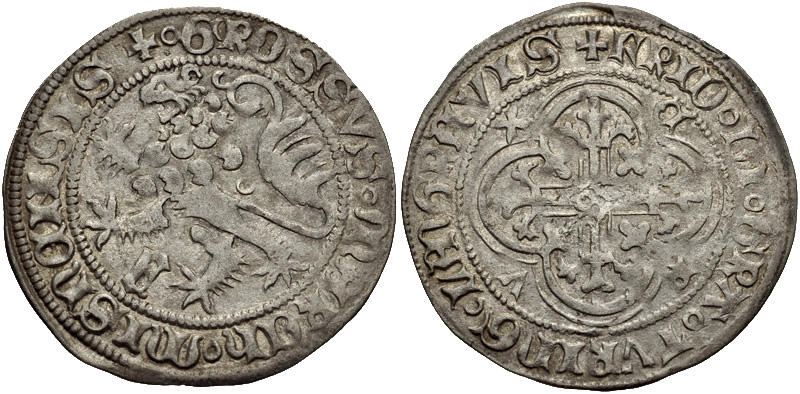
Майсенський грош маркграфства Майсен з майсенським левом, що піднімається ліворуч, Монетний двір Фрайберга